# サミュエル・ウルマン
サミュエル・ウルマン（Samuel Ullman, 1840年4月13日 - 1924年3月21日）は、アメリカの実業家・詩人・人道主義者。彼の名は詩 "Youth"（日本では「青春」あるいは「青春の詩」と訳される）でよく知られている。

## 生涯
1840年、ドイツ・ホーエンツォレルン＝ヘヒンゲン公国 (Hohenzollern-Hechingen) のヘヒンゲン（現在はバーデン＝ヴュルテンベルク州テュービンゲン行政管区ツォレルンアルプ郡に属する町）において、ユダヤ人の両親のもと生まれる。ウルマンの一家は1851年にアメリカに移住し、ミシシッピ州ポートギブソン (Port Gibson, Mississippi) に定住した。1861年に南北戦争が勃発すると、ウルマンはアメリカ連合国陸軍（南軍）に兵士として従軍するが翌年に除隊。1865年にミシシッピ州ナチェズに移り住んだ。ウルマンはここで商売をはじめ、1867年にエマ・メイヤー (Emma Mayer) と結婚した。夫妻の間には8人の子が生まれ、6人が成長した。また、ウルマンは市会議員を務め、また地元の教育委員会の委員となった。
1884年、ウルマンの一家はアラバマ州バーミングハムに移住。自治体として設立されて間もないこの若い町で、ウルマンは金物の小売店をはじめ、続いて不動産業も兼営した。ナチェズで商業や教育に指導的な役割を果たしたことは知られており、1884年にはバーミングハム市教育委員会の委員に選出、1893年には委員長となった。18年間の教育委員在任中（教育委員在任は1900年までとする記述もある）、彼は黒人教育に関心を寄せ、黒人にも白人と同じ教育を行うことが教育的にもプラスになると主張した。このほか、病院の設立など、ウルマンは多くの地域社会活動に携わった。市のユダヤ教改革派のエマヌエル教会において、信徒団の長を務め、1890年にはレイラビ（lay rabbi, 精神指導者、在俗のラビ）になっている。ナチェズやバーミングハムにおける宗教的・教育的・社会的活動は、しばしば議論を招いたものの、敬意を払われる足跡を残した。
ウルマンは引退後、多くの時間を趣味（手紙やエッセイや詩の執筆）に注いだ。彼の詩や詩的なエッセイは、愛、自然、信仰、あわただしいライフスタイルの友人、そして「若く」生きることといった、さまざまな題材を扱っている。1920年4月、80歳の誕生日を記念して、それまでに書き溜められた詩を集め From the Summit of Years, Four Score『80年の歳月の頂から』が家族の手によって自費出版される（出版年については1922年とも）。1924年、アラバマ州バーミングハムにおいて死去。

## 青春の詩
「青春の詩」"Youth" は、ウルマンが70代で書いた詩で、詩集 From the Summit of Years, Four Score に収められた作品のひとつである。"Youth is not a time of life; it is a state of mind"（青春とは人生のある期間を指すのでなく、心の持ち方を指すものである）とするこの詩は、日本では「人生の応援歌」として受容されている。
「青春の詩」の流布にはダグラス・マッカーサーが関わっている。マッカーサーは、1940年ころにジョン・W・ルイスからこの詩を贈られたという。この詩を気に入ったマッカーサーは、マニラで、のちには東京でも、執務室の壁に詩のコピーを額に入れて掛け、また講演でもたびたび引用した。『リーダーズ・ダイジェスト米国版』1945年12月号は、"How to stay young" という記事において、マッカーサーの執務室にかけられているというこの詩を紹介した。ただし、『リーダーズ・ダイジェスト』に掲載された詩はウルマンのオリジナルの詩ではなく、リライトがされたもので、"You are as young as your faith, as old as your doubt" 「人は信念と共に若く、疑惑と共に老いる」などの下りは、リライト部分で付け加えられたものである。
後述のように、日本の経済人らに知られるようになったのも、マッカーサー元帥愛誦の詩であることが伝わったことがきっかけだった。

### 日本での流布
日本では岡田義夫（1891年 - 1968年）の訳が広まっている。岡田は羊毛工業界に足跡を残し、山形大学や群馬大学でも教鞭を取った人物であるが、『リーダーズ・ダイジェスト』に掲載された "Youth" に感銘して翻訳した。岡田の翻訳は私的なもので、自らの座右の銘として自室の壁に貼っただけであるが、友人（東京高等工業学校での同窓生）の森平三郎（1891年 - 1960年。1945年当時は米沢専門学校校長、のち山形大学学長）が岡田を訪ねた際にこれを見て話を聞き、岡田の訳詩を書き写した。
その後退官して群馬に帰郷した森は、1958年に群馬県桐生市の地方紙『東毛毎夕新聞』でコラムを掲載した際、友人岡田の訳としてこの詩を紹介し、これによって岡田訳が世に出ることとなった。その後、詩は広がったが、作者（原作者・翻訳者）の情報は不明になったようである。1965年、この詩に感銘を受けた宮澤次郎（凸版印刷常務、トッパン・ムーア社長）はこの詩の作者を追求し、原文を入手して原作者がサミュエル・ウルマンであることを明らかにした。翻訳者はその後も長らく不明のままであり（翻訳者が松永安左エ門に帰されることもある）、宮澤が岡田義夫にたどりついたのは1985年のことであった。
この詩は多くの企業人によって愛誦され、普及された。1982年に宇野収（東洋紡績社長）が日本経済新聞で「青春の詩」の一節を紹介、1986年には作山宗久との共著で『「青春」という名の詩 幻の詩人サムエル・ウルマン』を刊行し、ウルマンの名を知らしめた。また、翻訳者岡田を明らかにした宮澤は1985年に「青春の会」を組織、「青春の詩」の普及に努めた。
「青春の会」は2000年、前年の宮澤の死を受けて解散した。後継組織として「新青春の会」が組織されている。
日本においては、以下の場所に「青春の詩」の詩碑がある。
- 山形大学米沢キャンパス（山形県米沢市） - 岡田義夫と森平三郎が教鞭をとった。1990年、同窓会組織「友諒会」により建立された[12][13]。
- DNタワー21（旧第一生命館）マッカーサー記念室（東京都千代田区） - 1995年制作[13]
- 前橋文学館前（群馬県前橋市） - 前橋市はバーミングハム市と友好都市。1998年建立[4]
- 群馬大学工学部校庭（群馬県桐生市） - 岡田義夫が教鞭をとった。同窓会組織「群馬大学工業会」により1990年建立[13]。
- 蕨城址公園（埼玉県蕨市） -「青春の碑」。 蕨市は岡田義夫の出身地[10]。1993年建立[13]。隣に「成年式発祥の地」碑が立つ。

岡田義夫訳については、「新青春の会」が著作権の管理・保全に当たっている。『リーダーズ・ダイジェスト』版を基にした別バージョンも流布している。ウルマンの原詩をもとにした訳は作山宗久などが挙げられる。新井満は「自由訳」として翻案を行っている。

## 顕彰
アラバマ日米協会によって、日米親善貢献者に対して贈るサミュエル・ウルマン賞が設けられている。第1回受賞者には盛田昭夫（ソニー創業者）がおり、宇野収も受賞している。
バーミングハムのサウスサイド (Southside) 地区にあるウルマンの旧宅は、1992年に取り壊しの危機にあったが、日米の有志によって寄付が募られ買い取られた。1994年、アラバマ大学バーミングハム校 (University of Alabama at Birmingham) およびアラバマ日米協会は、ウルマンの旧宅にサミュエル・ウルマン記念館 (Samuel Ullman Museum) を開設。この記念館はウルマンの旧宅であり、アラバマ大学バーミングハム校が運営に当たっている。